# Sphecodes samarensis
Sphecodes samarensis är en biart som beskrevs av Blüthgen 1927. Sphecodes samarensis ingår i släktet blodbin, och familjen vägbin. Inga underarter finns listade i Catalogue of Life.